# Gaetano Bichi
Gaetano Bichi Conte di Scorgiano (Pietrasanta, 24 aprile 1810 – 1868) è stato un patriota e politico italiano.

## Biografia
(Lettera riservata del sotto-ispettore di polizia di Pietrasanta dell'11 maggio 1847 all’ispettore di Pisa)
Discendente della famiglia dei Bichi di Siena si laurea in lettere, archeologia e giurisprudenza. Nel corso degli studi, appena sedicenne, è nominato membro dell'Accademia dei Tesmofili. L'anno successivo viene nominato maestro di diritto criminale e naturale dall’Archiginnasio romano.
Negli anni dell'Università frequenta circoli di patrioti sostenitori dell'unificazione italiana ma esercita anche la professione di avvocato, patrocinando le cause dei più poveri.
Nel 1830 saluta la seconda rivoluzione francese come foriera del riscatto italiano. Convinto che fosse giunta l'ora di ribellarsi alle monarchie preunitarie lascia la Toscana per propagandare l'accaduto ma esaurita la spinta propagandistica dell'evento rientra a Pietrasanta, dove viene arrestato e condannato a diciotto mesi di reclusione. A pena espiata parte esule per Parigi ma dopo alcuni mesi, vista vana la fatica di indurre la Francia a sostenere i patrioti italiani, si ritira a vita privata, mantenendosi aggiornato tramite la stampa.
Rientra al suo paese nel 1851, dove decide di occuparsi dei propri affari nella tenuta di famiglia. Il governo granducale, tuttavia, lo perseguita con perquisizioni domiciliari diurne e notturne, che si estendono anche alle residenze dei contadini.
Nel 1859 fu inviato come rappresentante versiliese all'assemblea che decretò l'annessione della Toscana al Regno d'Italia. Successivamente fu eletto consigliere comunale a Pietrasanta divenendo quindi nella stessa città prima Gonfaloniere e poi Sindaco.
Caduto il governo dell'ultimo granduca, Ferdinando IV di Toscana, viene eletto al parlamento del Regno di Sardegna, dove rappresenta gli interessi della regione nel nuovo Regno d'Italia in via di formazione.
Dal 1861 al 1866 Bichi fu deputato della Destra al Parlamento di Torino.
All'inizio del 1860 Bichi fu grande promotore della sottoscrizione lanciata da Giuseppe Garibaldi per l'acquisto di un milioni di fucili necessari ad armare un grande esercito di liberazione nazionale. I fondi raccolti furono ampiamente utilizzati per il finanziamento della Spedizione dei Mille. Per questo suo fattivo e generoso impegno, Giuseppe Garibaldi da Caprera, il 31 marzo 1860, scrive una lettera (conservata nell'archivio della Croce Verde di Pietrasanta) di ringraziamento a Bichi.
Gaetano Bichi è stato un illuminato e lungimirante amministratore civico di Pietrasanta:impostò su basi laiche l'istruzione, fondò la biblioteca comunale, pose le basi per l'apertura di un asilo infantile e appoggiò fortemente nel 1865 ( il 21 luglio la prima riunione fondativa, fatta da 33 cittadini benestanti di Pietrasanta, e il 25 luglio 1865 con l'elezione degli organi che portava Andrea Ballerini Presidente e Gaetano Bichi Presidente Onorario per acclamazione). L'associazione di pubblica assistenza, divenuta Croce Verde ( la prima in Italia a portare questo nome), fu promossa da Andrea Ballerini con lo scopo di sostenere iniziative umanitarie a favore di tutta la popolazione bisognosa di aiuto.
Oggi Pietrasanta ricorda il sindaco Gaetano Bichi con l'iscrizione del suo nome inciso nel basamento della pubblica fontana da lui fatta costruire e posta davanti alla Rocchetta Arrighina ,in piazza Giosuè Carducci.  L'iscrizione riporta il seguente testo : QUESTA FONTE PER DECRETO DEL MUNICIPIO IL CAV. G. BICHI DEI CONTI DI SCORGIANO GONFALONIERE INIZIAVA NEL 1864 SINDACO INAUGURAVA NEL 1866